# Doina Ignat
Doina Ignat (n. 20 decembrie 1968, Rădăuți-Prut, România) este o canotoare română, cvadruplă laureată cu aur la Atlanta 1996, Sydney 2000 și Atena 2004.

## Palmares
- 1992 - JO Barcelona - argint în proba de 4 vasle;
- 1996 - JO Atlanta - aur în proba de 8+1
- 2000 - JO Sydney - aur în proba de 8+1 și 2 rame fără cârmaci;
- 2004 - JO Atena - aur în proba de 8+1;

- A cucerit 27 de medalii (16 de aur, 8 de argint și 3 de bronz) la Campionate Mondiale, Olimpiade și Cupe Mondiale, în perioada 1997-2007, fiind clasată de Federația internațională de specialitate pe locul 3 în topul celor mai bune canotoare din toate timpurile;

## Distincții
- Ordinul Național „Serviciul Credincios” în grad de comandor (2000)[4]
- Ordinul “Meritul Sportiv” clasa a III-a cu 2 barete (27 august 2008) [5]